# Rettungsdienstzweckverband
Ein Rettungsdienstzweckverband (RZV), oder Rettungszweckverband, ist ein kommunaler Zusammenschluss, um die Aufgabe „Rettungsdienst“ in einem definierten Gebiet gemeinsam zu bewältigen. In Bayern wird diese Aufgabe – mit Ausnahme von München – durch die Zweckverbände für Rettungsdienst und Feuerwehralarmierung (ZRF) durchgeführt.

## Aufgabe
Rettungsdienst in Deutschland ist eine originäre Aufgabe der Kommunen (Landkreise und kreisfreie Städte). Dazu können sie sich zu Rettungszweckverbänden zusammenschließen, die den Rettungsdienst für ihr Gebiet planen, selber betreiben bzw. betreiben lassen und kontrollieren.
Je nach Leistungsfähigkeit und rechtlichen Vorgaben betreibt der RZV den Rettungsdienst in eigenem Namen, oder beauftragt einen oder mehrere Leistungserbringer (öffentliche oder private Rettungsdienste) mit der Durchführung des Rettungsdienstes. Dabei werden i. d. R. auch Zielvorgaben in die Verträge aufgenommen, z. B. durchschnittliche oder maximale Ausrückzeiten, maximale Ausfallzeiten usw.

Die Verträge haben meist eine begrenzte Laufzeit, sodass sie nach ihrem Ablauf erneut ausgeschrieben werden können.
Der RZV sollte regelmäßig die Einhaltung der Zielvorgaben in den Beauftragungsverträgen kontrollieren, sodass Verstöße schnell erkannt und abgestellt werden können. Bricht ein beauftragter Leistungserbringer fortdauernd seinen Vertrag, kann eine außerordentliche Vertragskündigung die Folge sein.

Darüber hinaus erfordert die ständige demographische und bauliche Veränderung im Gebiet des RZV eine regelmäßige Revision der Rettungsmittelverteilung und der Platzierung der Rettungswachenstandorte.

## Struktur
In Deutschland hat ein Rettungsdienstzweckverband die Form einer sog. Körperschaft des öffentlichen Rechts, da er auf Grund eines Gesetzes errichtet wird.
Das Leitungsgremium des RZV besteht in der Regel aus Repräsentanten (z. B. Landrat, Oberbürgermeister, Leiter der Feuerwehr, Vorsitzende der Hilfsorganisationen) der Rettungsdienstträger, die ihn bilden.